# Abdoulaye Mbaye
Abdoulaye Mbaye (ur. 13 listopada 1973 w Dakarze) – piłkarz senegalski grający na pozycji napastnika. W swojej karierze rozegrał 3 mecze w reprezentacji Senegalu i strzelił w nich 1 gola.

## Kariera klubowa
W swojej karierze piłkarskiej Mbaye grał między innymi w takich klubach jak: tunezyjski Club Africain Tunis (1998-2000), norweskie Tromsø IL (2000-2001), Vålerenga Fotball (2003), IK Start (2004) i Aalesunds FK (2005) oraz chiński Shanghai Zhongyuan Huili. Z Club African zdobył Puchar Prezydenta Tunezji (2000).

## Kariera reprezentacyjna
W reprezentacji Senegalu Mbaye zadebiutował w 1998 roku. W tym samym roku został powołany do kadry na Puchar Narodów Afryki 2000, na którym rozegrał 2 mecze: z Zambią (2:2), w którym zdobył gola i ćwierćfinale z Nigerią (1:2). W kadrze narodowej od 1998 do 2000 roku rozegrał 3 mecze i strzelił 1 gola.